# Mittelheim
 Mittelheim  ist ein Stadtteil von Oestrich-Winkel im südhessischen Rheingau-Taunus-Kreis.

## Geographie
Mittelheim ist der mittlere der drei am Rhein gelegenen Stadtteile Oestrich, Mittelheim und Winkel. Mit Winkel im Westen ist er baulich verbunden. Der Ort hat sich entlang der alten in Ost-West-Richtung durch den Rheingau führenden Straße und den kurzen quer dazu verlaufenden Gassen auf einer Länge von 500 Meter entwickelt. Durch diese Bauweise bedingt hat Mittelheim kein erkennbares Zentrum. Allgemein wird der Platz als Ortsmittelpunkt gesehen, an dem die Ortsdurchfahrt einen Knick macht und ein Haus mit Renaissancegiebel zum Blickfang wird. Das alte Rathaus und die Kirche sind hier jedoch nicht zu finden.
Die Mittelheimer Gemarkung zieht sich als Streifen von der Fahrrinne des Rheins etwa 3,5 Kilometer weit als Zwickel bis zum Waldrand. Die Breite der Gemarkung beträgt meist nicht mehr als 800 Meter. Da die Bebauung von Mittelheim und Winkel ineinander übergeht, ist die Grenze zwischen beiden Stadtteilen völlig unmerklich. Sie liegt etwa 100 Meter östlich des Engerweges, einer Straßenverbindung, die vom Rheinufer durch eine Eisenbahnunterführung zu den Baugebieten oberhalb der rechten Rheinstrecke führt. Die Waldgemarkung von Mittelheim ist als Exklave zwischen den Waldungen von Oestrich und Hallgarten gelegen. Der Mittelheimer Wald ist ein Streifen von 7 Kilometer Länge bei einer Breite von ungefähr 500 Meter, der zwischen Jagdhaus Philippsburg und dem Susberg beginnt und sich bis über den Ernstbach in den Hinterlandswald erstreckt.
Mittelheim ist von allen Seiten von Weinbergen umgeben. Zwischen dem Ort und dem Rhein liegen noch einzelne Rebflächen. Nach Osten Richtung Oestrich und nach Norden bis zum Waldrand überwiegt der Weinbau als landwirtschaftliche Nutzungsart.

## Geschichte

### Ortsgeschichte
Die älteste erhalten gebliebene urkundliche Erwähnung des Ortes als Mittelnheim datiert aus dem Jahr 1292. Zu dieser Zeit ist der Ort mit dem ganzen Rheingau Teil des Kurmainzischen Territoriums. 1386 trennt Erzbischof Adolf I. von Nassau Mittelheim als selbständige Gemeinde von Oestrich ab. Nach Auflösung des Kurstaates ging der Ort 1803 an Nassau-Usingen und gehörte zur Zeit des Herzogtums Nassau zum Amt Eltville. Nach der Annexion des Herzogtums durch Preußen wurde der Ort 1867 dem Rheingaukreis im Regierungsbezirk Wiesbaden zugeordnet.
Im Zuge der Gebietsreform in Hessen ging die Gemeinde Mittelheim mit etwa 1000 Einwohnern als kleinster Stadtteil in der am 1. Juli 1972 durch freiwilligen Zusammenschluss mit den Gemeinden Oestrich und Winkel neugebildeten Stadt Oestrich-Winkel auf. Dabei wurde das Wappen von Mittelheim unverändert als Stadtwappen von Oestrich-Winkel übernommen. Seit 2016 gibt es für alle Stadtteile einen Ortsbezirk mit Ortsbeirat und Ortsvorsteher.

### Verwaltungsgeschichte im Überblick
Die folgende Liste zeigt die Staaten und Verwaltungseinheiten, denen Mittelheim angehört(e):
- 1604: Heiliges Römisches Reich, Kurfürstentum Mainz, Mittelamt Oestrich
- vor 1803: Heiliges Römisches Reich, Kurfürstentum Mainz, Unteres Erzstift, Vizedomamt Rheingau, Amtskellerei Eltville und Amtsvogtei Erbach
- ab 1803: Heiliges Römisches Reich, Fürstentum Nassau-Usingen,[Anm. 2] Vicedomamt Rheingau, Amtskellerei Eltville
- ab 1806: Herzogtum Nassau,[Anm. 3] Amtskellerei Eltville
- ab 1815: Herzogtum Nassau, Amt Eltville
- ab 1849: Herzogtum Nassau, Regierungsbezirk Wiesbaden, Kreisamt Rüdesheim[Anm. 4]
- ab 1854: Herzogtum Nassau, Amt Eltville
- ab 1867: Norddeutscher Bund,[Anm. 5] Königreich Preußen,[Anm. 6] Provinz Hessen-Nassau, Regierungsbezirk Wiesbaden, Rheingaukreis[Anm. 7]
- ab 1871: Deutsches Reich, Königreich Preußen, Provinz Hessen-Nassau, Regierungsbezirk Wiesbaden, Rheingaukreis
- ab 1918: Deutsches Reich (Weimarer Republik), Freistaat Preußen, Provinz Hessen-Nassau, Regierungsbezirk Wiesbaden, Rheingaukreis
- ab 1944: Deutsches Reich, Freistaat Preußen, Provinz Nassau, Rheingaukreis
- ab 1945: Amerikanische Besatzungszone,[Anm. 8] Groß-Hessen, Regierungsbezirk Wiesbaden, Rheingaukreis
- ab 1946: Amerikanische Besatzungszone, Land Hessen, Regierungsbezirk Wiesbaden, Rheingaukreis
- ab 1949: Bundesrepublik Deutschland, Land Hessen, Regierungsbezirk Wiesbaden, Rheingaukreis
- ab 1968: Bundesrepublik Deutschland, Land Hessen, Regierungsbezirk Darmstadt, Rheingaukreis
- ab 1972: Bundesrepublik Deutschland, Regierungsbezirk Darmstadt, Rheingaukreis, Stadt Oestrich-Winkel[Anm. 9]
- ab 1977: Bundesrepublik Deutschland, Land Hessen, Regierungsbezirk Darmstadt, Rheingau-Taunus-Kreis, Stadt Oestrich-Winkel

## Bevölkerung

### Einwohnerentwicklung
| Quelle: Historisches Ortslexikon  |
| • 1525: 62 Herdstellen            |
| • 1576: 50 Herdstellen            |
| • 1700: 27 Bürger und 4 Beisassen |

| Mittelheim: Einwohnerzahlen von 1834 bis 2015 | Mittelheim: Einwohnerzahlen von 1834 bis 2015 | Mittelheim: Einwohnerzahlen von 1834 bis 2015 | Mittelheim: Einwohnerzahlen von 1834 bis 2015 | Mittelheim: Einwohnerzahlen von 1834 bis 2015 |
| --- | --------------------------------------------- | --------------------------------------------- | --------------------------------------------- | --------------------------------------------- |
| Jahr |                                               |                                               |                                               | Einwohner                                     |
| 1834 | 1834                                          |                                               | 491                                           | 491                                           |
| 1840 | 1840                                          |                                               | 496                                           | 496                                           |
| 1846 | 1846                                          |                                               | 488                                           | 488                                           |
| 1852 | 1852                                          |                                               | 494                                           | 494                                           |
| 1858 | 1858                                          |                                               | 528                                           | 528                                           |
| 1864 | 1864                                          |                                               | 408                                           | 408                                           |
| 1871 | 1871                                          |                                               | 423                                           | 423                                           |
| 1875 | 1875                                          |                                               | 425                                           | 425                                           |
| 1885 | 1885                                          |                                               | 442                                           | 442                                           |
| 1895 | 1895                                          |                                               | 455                                           | 455                                           |
| 1905 | 1905                                          |                                               | 548                                           | 548                                           |
| 1910 | 1910                                          |                                               | 615                                           | 615                                           |
| 1925 | 1925                                          |                                               | 590                                           | 590                                           |
| 1939 | 1939                                          |                                               | 607                                           | 607                                           |
| 1946 | 1946                                          |                                               | 943                                           | 943                                           |
| 1950 | 1950                                          |                                               | 934                                           | 934                                           |
| 1956 | 1956                                          |                                               | 901                                           | 901                                           |
| 1961 | 1961                                          |                                               | 1.031                                         | 1.031                                         |
| 1967 | 1967                                          |                                               | 1.062                                         | 1.062                                         |
| 1970 | 1970                                          |                                               | 1.036                                         | 1.036                                         |
| 1980 | 1980                                          |                                               | ?                                             | ?                                             |
| 1990 | 1990                                          |                                               | ?                                             | ?                                             |
| 2000 | 2000                                          |                                               | ?                                             | ?                                             |
| 2011 | 2011                                          |                                               | 1.284                                         | 1.284                                         |
| 2015 | 2015                                          |                                               | 1.299                                         | 1.299                                         |
| Datenquelle: Historisches Gemeindeverzeichnis für Hessen: Die Bevölkerung der Gemeinden 1834 bis 1967. Wiesbaden: Hessisches Statistisches Landesamt, 1968. Weitere Quellen: LAGIS; Gemeinde Oestrich-Winkel; Zensus 2011 |                                               |                                               |                                               |                                               |

### Einwohnerstruktur 2011
Nach den Erhebungen des Zensus 2011 lebten am Stichtag dem 9. Mai 2011 in Mittelheim 1284 Einwohner. Darunter waren 96 (7,5 %) Ausländer.
Nach dem Lebensalter waren 207 Einwohner unter 18 Jahren, 516 zwischen 18 und 49, 243 zwischen 50 und 64 und 318 Einwohner waren älter.
Die Einwohner lebten in 570 Haushalten. Davon waren 210 Singlehaushalte, 159 Paare ohne Kinder und 156 Paare mit Kindern, sowie 39 Alleinerziehende und 3 Wohngemeinschaften. In 141 Haushalten lebten ausschließlich Senioren und in 366 Haushaltungen lebten keine Senioren.

### Historische Religionszugehörigkeit
| • 1885: | 027 evangelische (= 6,11 %), 415 katholische (= 93,89 %) Einwohner  |
| • 1961: | 195 evangelische (= 18,91 %), 812 katholische (= 78,76 %) Einwohner |

## Wappen
Am 27. September 1965 wurde der Gemeinde Mittelheim im damaligen Rheingaukreis, Regierungsbezirk Wiesbaden, ein Wappen mit folgender Blasonierung verliehen: In Rot ein verkehrtes silbernes Z, beiderseits von einem goldenen Stern begleitet.

## Kultur und Sehenswürdigkeiten
Blickfang vom Rhein und von der Umgehungsstraße B 42 aus ist die katholische St.-Aegidius-Basilika, während das alte Rathaus Blickfang bei der Ortsdurchfahrt ist.
Am Rhein Richtung Oestrich gelegen befindet sich die moderne Evangelische Kirche aus dem Jahr 1956.
An dem Parkplatz neben der Basilika ist die Lage des 50. Breitengrades auf einem Felsblock mit Blick auf die Weinbergslage Jesuitengarten in Winkel markiert.

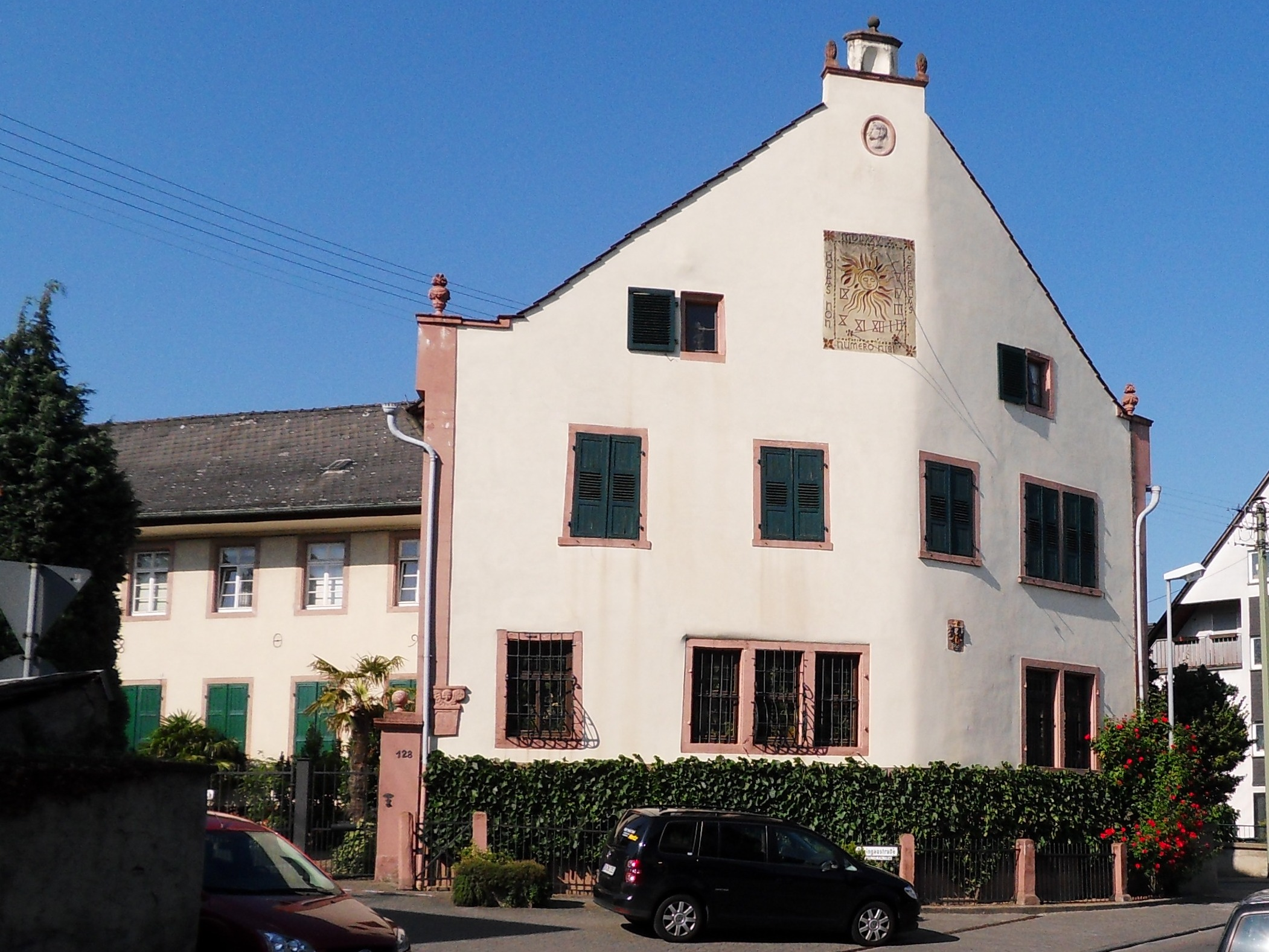
Gebogener Renaissancegiebel des Reitz'schen Weinguts mit Sonnenuhr als Blickfang in der Rheingaustraße
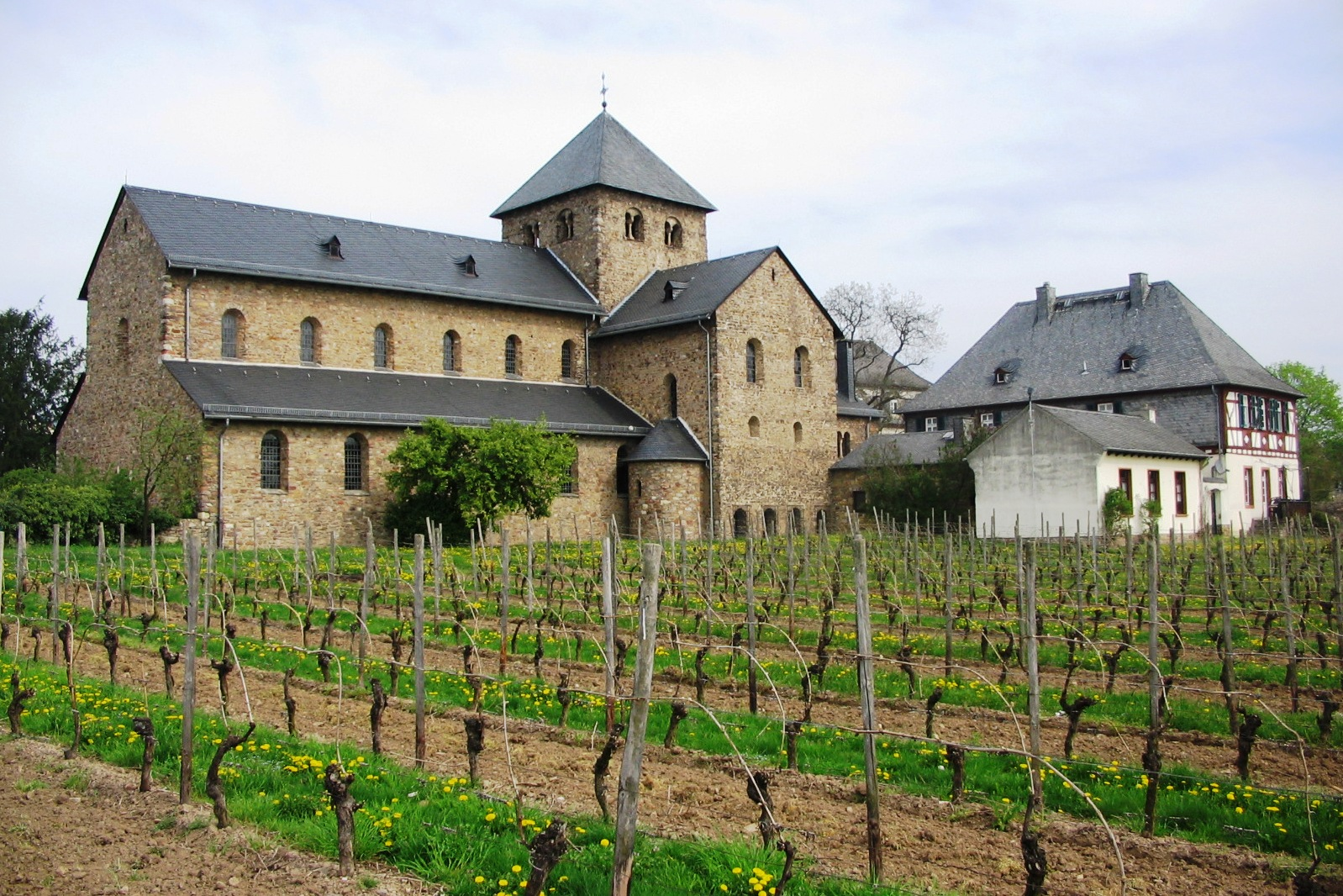
St.-Aegidius-Basilika, ehemalige Pfarrkirche in Mittelheim
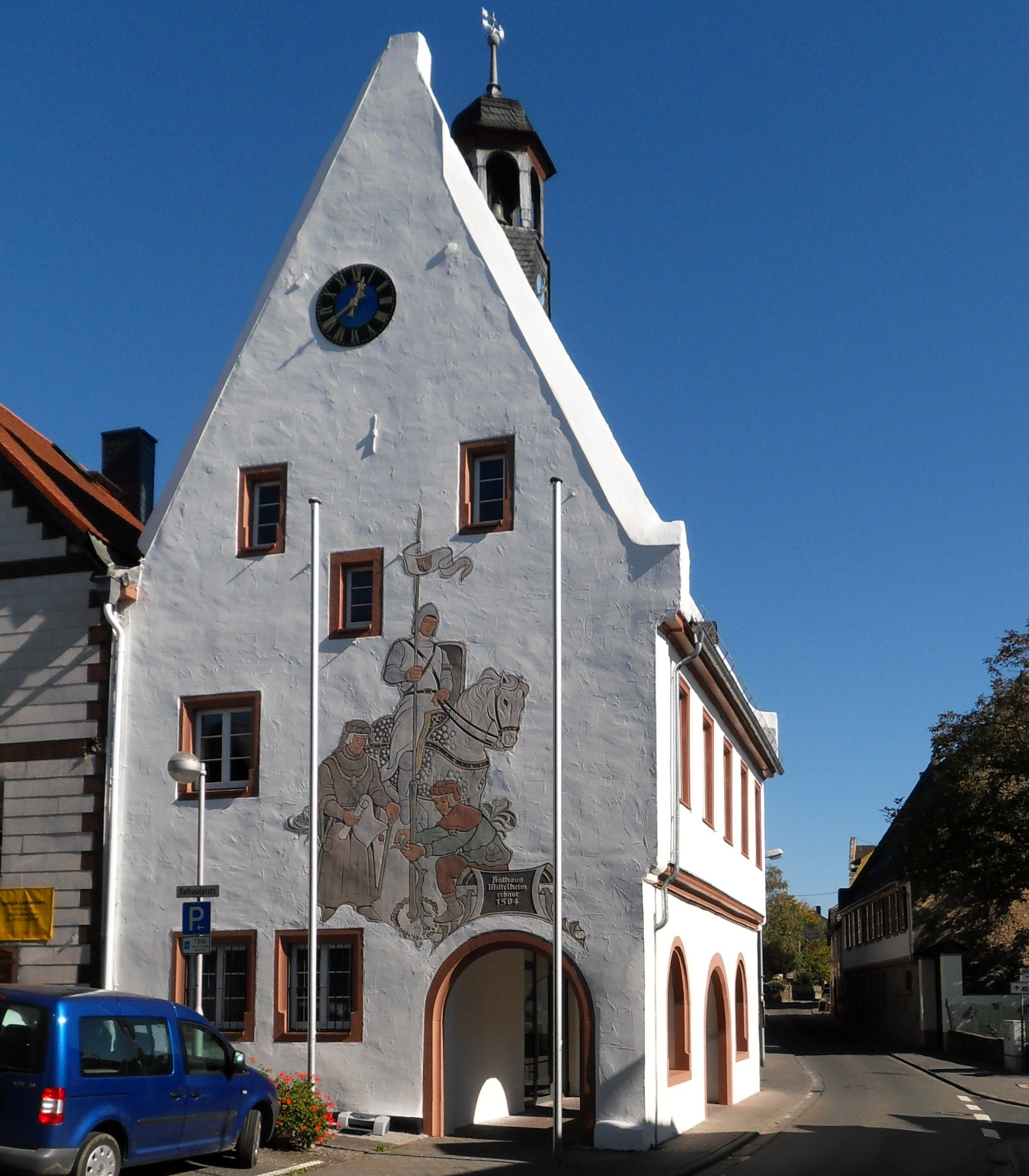
Das alte Rathaus von 1504
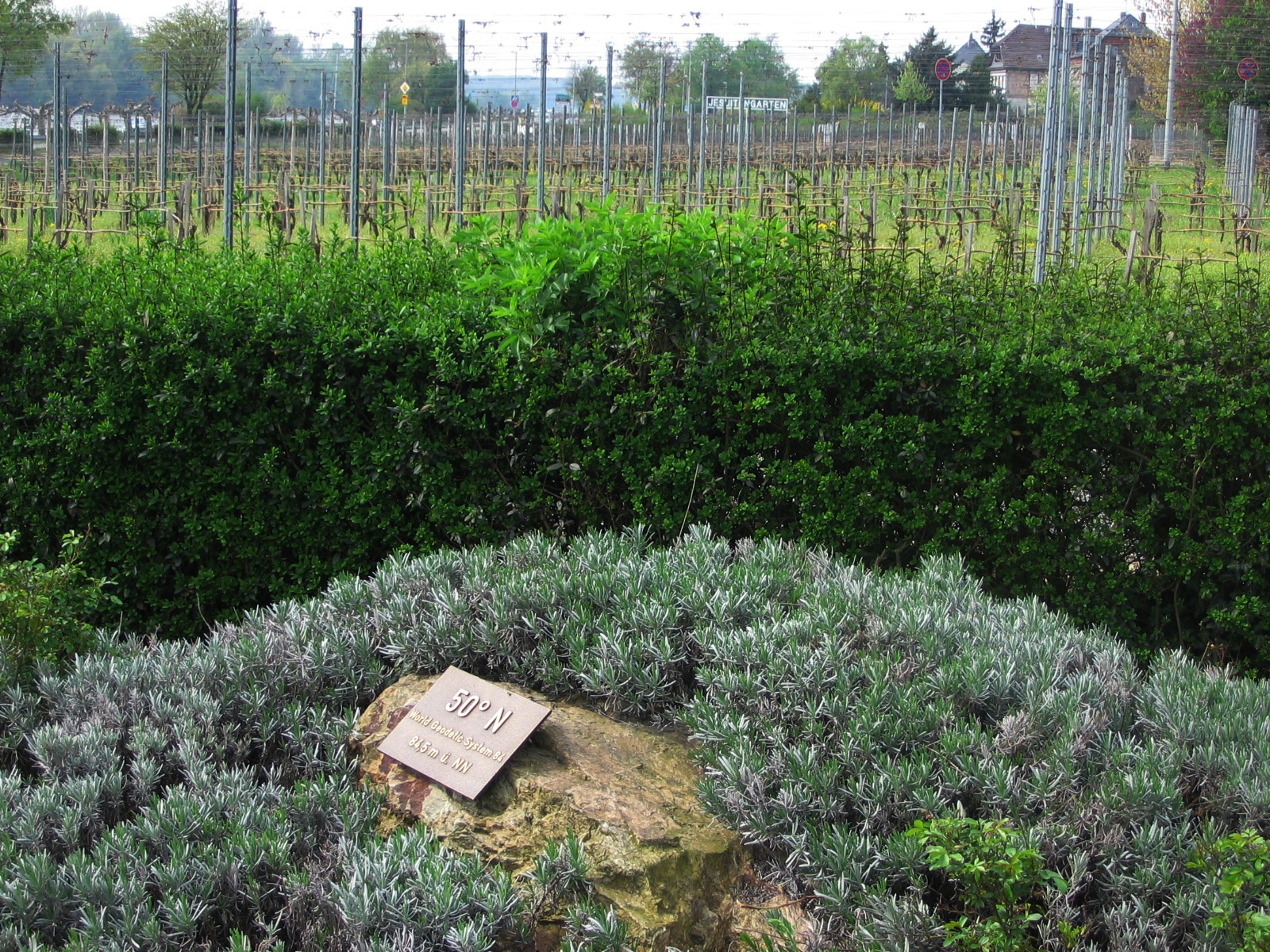
Lage des 50. Breitengrades nach World Geodetic System 1984 (WGS84) am Parkplatz an der Basilika. Nach dem für Topografische Karten in Deutschland angenommenen Potsdam-Datum liegt der 50. Breitengrad hier etwa 130 Meter weiter südlich.

## Verkehr
Als die Rechte Rheinstrecke gebaut wurde, konnten sich die Gemeinden Oestrich und Winkel mit der Bahngesellschaft nicht über die Standorte für Bahnstationen einigen. Und so baute die Bahn in dem kleinen Mittelheim einen Bahnhof und nannte ihn Oestrich-Winkel, schon Generationen bevor man daran dachte, die drei Gemeinden im Rahmen der Gebietsreform unter diesem Namen zu vereinigen.
Von Mittelheim geht die Fährverbindung „Michael“ an Stromkilometer 519 für Pkw nach Ingelheim am Rhein; für Lkw ist die Zufahrt unter der Bundesstraße mit lediglich 2,34 m Durchfahrtshöhe zu niedrig.
Am Rheinufer in Mittelheim verläuft der Hessische Radfernweg R3, in den nördlich liegenden Weinbergen verläuft die Alternativroute R3a des Radfernweges.

## Persönlichkeiten
- Philipp Gersenius (1665–1727), Jesuit, Domprediger in Würzburg, Hochschullehrer in Würzburg und Bamberg, ab 1723 Rektor des Speyerer Jesuitenkollegs
- Heinrich Heimes (1795–1865), Gutsbesitzer und Mitglied der Landstände im Herzogtum Nassau